# Grönhart
Grönhart ist ein Gemeindeteil der Stadt Treuchtlingen im Landkreis Weißenburg-Gunzenhausen (Mittelfranken, Bayern). Die Gemarkung Grönhart hat eine Fläche von 3,133 km². Sie ist in 328 Flurstücke aufgeteilt, die eine durchschnittliche Flurstücksfläche von 9552,52 m² haben. In ihr liegen neben dem namensgebenden Ort die Gemeindeteile Hagenau, Naßwiesen und Neuheim.

## Lage

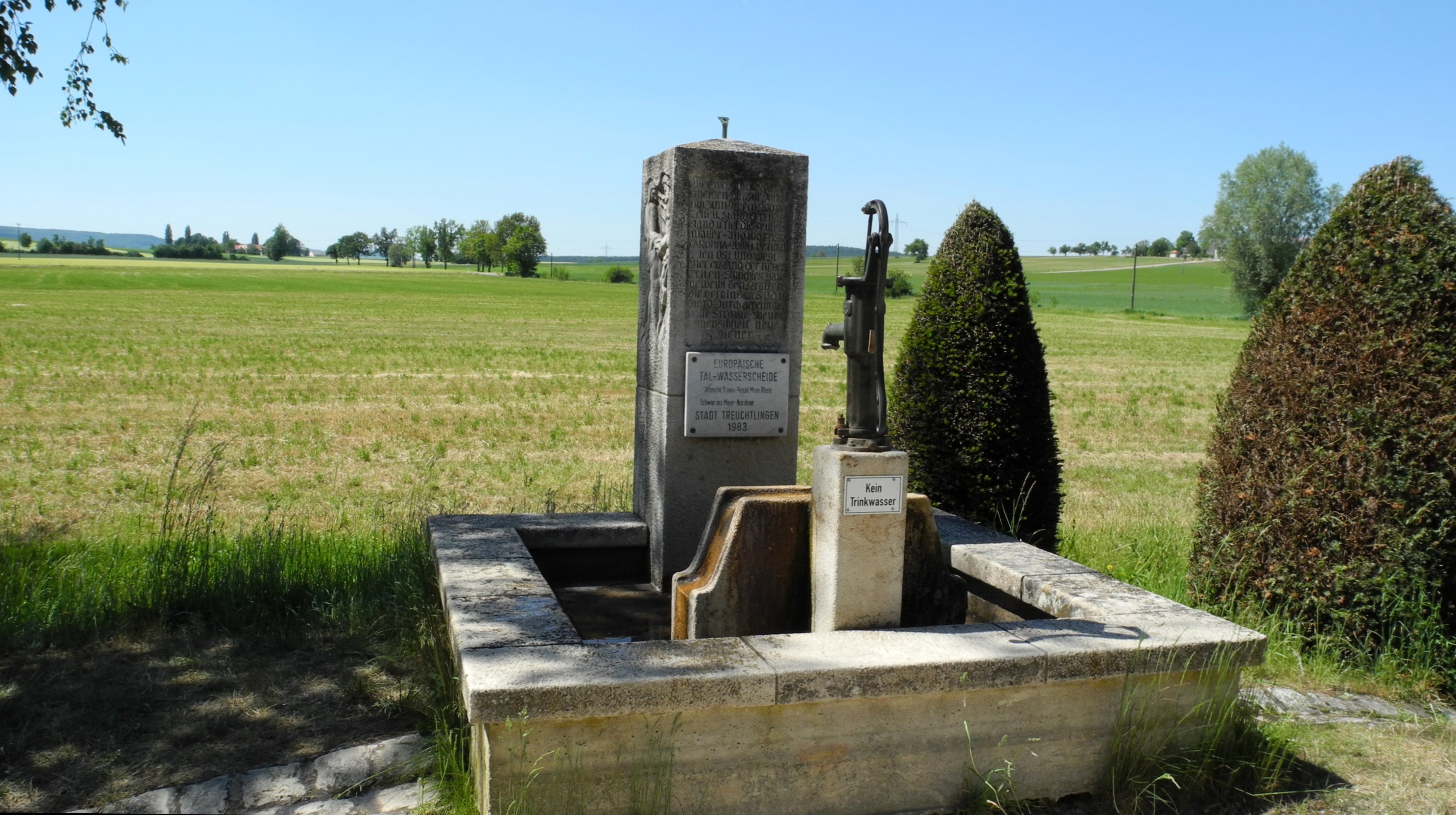
Der Brunnen an der Wasserscheide

Der Weiler liegt etwa vier Kilometer nördlich von Treuchtlingen inmitten von landwirtschaftlicher Nutzfläche auf einer Schwemmsandhöhe, von der auch der Ortsname herrührt („Siedlung am sandigen Wald“). Zur Gemarkung gehören die ehemaligen Ortsteile von Grönhart, die Einöden Naßwiesen, Neuheim und der Weiler Hagenau. Größere Ortschaften in der Nähe sind die Stadt Weißenburg im Norden und Wettelsheim im Westen.
In unmittelbarer Nähe des Dorfes verläuft die europäische Wasserscheide. 1984 wurde ein Brunnen ▼ aufgestellt, der sein Wasser in zwei Rinnsale entlässt. Das eine fließt über die Altmühl der Donau zu, das andere über Rezat und Main in den Rhein.

## Geschichte
Es wird angenommen, dass Grönhart im 11. oder 12. Jahrhundert entstanden ist, erstmals urkundlich erwähnt wird der Ort 1251. Das ortsansässige Rittergeschlecht starb wahrscheinlich im 13. Jahrhundert aus. In den darauffolgenden Jahrhunderten sind das Kloster Wülzburg, die Wiriche von Treuchtlingen und die Marschälle von Pappenheim hier begütert.
Bis zum 1. Juli 1971 war Grönhart eine selbständige Gemeinde. Im Zuge der Gemeindegebietsreform wurde es zusammen mit seinen Gemeindeteilen Hagenau, Naßwiesen und Neuheim in die Stadt Treuchtlingen eingegliedert.
Im Ort gibt es noch landwirtschaftliche Vollerwerbsbetriebe, aber auch nichtlandwirtschaftliche Anwesen.

## Unterwerk Grönhart

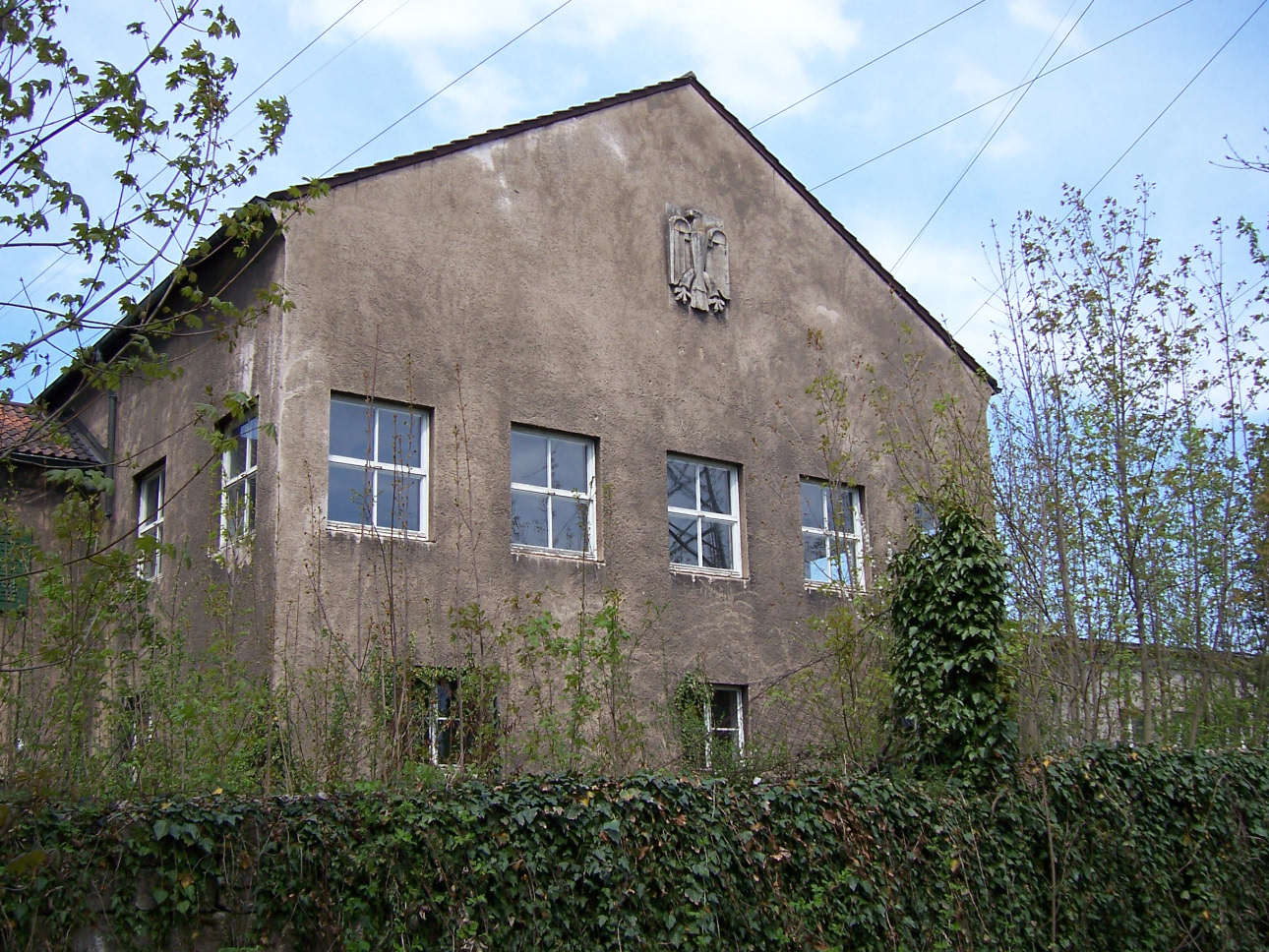
Unterwerk Grönhart

Rund 600 Meter südöstlich von Grönhart verläuft die Bahnstrecke Treuchtlingen–Nürnberg, Gemeindeverbindungsstraßen führen nach Emetzheim, Graben und Dettenheim (zur Bundesstraße 2). Dort besaß die Deutsche Bahn seit 1935 ein Unterwerk zur Stromversorgung der Strecke. Dieses Unterwerk wurde 2020 versteigert, nachdem es durch einen Neubau auf der gegenüberliegenden Seite der Bahnstrecke ersetzt war.

## Besonderes
Das ZDF-Fernsehspiel „Ein Unding der Liebe“ mit Erich Bär von 1988 spielt in Grönhart.